# Cultura de Merinde
A Cultura Merimde (Merimdana ou Merimda) foi uma cultura da parte ocidental do Delta do Nilo que desenvolveu-se entre 5000-4 100 a.C. no sítio de Merimde Beni-Salama (em torno de 4300-4 100 a.C. sua população situava-se entre 900-2000 habitantes); segundo datas obtidas no sítio, tal cultura possuiu relação com Faium: "as datas de 5200-4 500 a.C. são congruentes com a visão de que Merimda, em seus estágios iniciais, estava intivamente associada com o Faium Neolítico".

## Trabalhos arqueológicos
Merimde foi descoberto por um ex-padre alemão chamado Hermann Junker, que escavou 6.400 m² do local durante a sua expedição ao Delta Ocidental entre 1928-1939. A expedição foi financiada por Albert Rothbart de Nova Iorque por conta da Academia de Viena. Mais tarde, as escavações efetuadas na década de 1970, realizadas pelo Conselho Supremo de Antiguidades e do Instituto Alemão de Arqueologia, levou ao estabelecimento da sequência estratigráfica.

## Características
O sítio de Merimde Beni-Salama era "idealmente situado para aproveitar tanto a generosidade das pastagens semi-áridas fora do Delta e a promessa de aluvião do rico Nilo". Possuía cerca de 200.000 m2 e está dividido em cinco camadas ocupacionais:
- Camada I: fase ocupacional relativamente curta, pois a grande presença de areia (em certo ponto coberta com uma camada de poeira preta) é sinal de que houve mudanças climáticas;[8] Mortensen compara essa evidência com situação semelhante em El-Omari: "Em El-Omari este episódio climático não causou qualquer mudança aparente, mas no Merimde pós-aluvião os colonos diferiram igualmente em termos de cultura material e costumes daqueles do Período I".[9] Túmulos no interior do sítio, assim como lareiras, postholes e postes de madeira (indicações de tendas ou cabanas[10]) são visíveis.
- Camada II: foram erigidas, de forma mais densa devido ao aumento populacional[11], lareiras (circulares ou ovais, besuntadas com lama, entalhadas com vãos ocos para bandejas e firedogs), cabanas ovais de madeira e vime e abrigos em forma de ferradura "com a extremidade aberta normalmente para o sudeste, longe dos ventos fortes do oeste que prevalecem nesta região";[12] silos forrados com cestas (como os de Faium) e túmulos (os mortos eram forrados com esteiras; as crianças eram jogadas em valas de detritos[4]) foram identificados por todo o assentamento.[13]
- Camadas III-V: o sítio neste período possui grande densidade e é caracterizado por habitações ovais com degraus (de madeira ou osso), abrigos em forma de ferradura e recintos cercados; a justaposição dos edifícios protegeram o assentamento da areia trazida pelo vento e sua organização e construção evidencia uma comunidade estritamente sedentária.[14]

A industria lítica é formada por machados cilíndricos alongados, machados trapezoidais, foices, pontas de flecha, raspadores, furadores, cabeças de clavas esféricas ou em forma de pêra (possível evidência de conflitos com comunidades vizinhas), facas e serras unifaciais. Figuras antropomórficas de barro, moinhos de mão, mós, paletas (calcita, granito, pedra basáltica preta), vasos de pedra (basalto, diorito), implementos feitos com osso (furadores, arpões), marfim e chifres, pequenos objetos em forma de ovo (calcário) interpretados como pesos, um fuso e joias. A cerâmica foi dividida em três tipos: cerâmica (camada I; composta por tigelas, copos e bacias) vermelha ou amarela-acinzentada polida, com temperamento de palha picada e decoração com padrões produzidos com espinhas de peixe; cerâmica (camada II; composta por cálices e copos com pés altos) preta polida com temperamento a base de palha, protuberâncias e semelhança com achados de El-Omari e Faium; cerâmica (camadas III-IV) semelhante a de Faium.
A economia merindana era baseada na caça (auroques, antílopes, gazelas-dorcas, hipopótamos, gatos e porcos selvagens, hienas, chacais, raposas, leões, doninhas, lebres, ouriços, musaranhos, ratos, gerbilos, gerbos, tartarugas, crocodilos, aves), pesca (peixes, mexilhões bivalves e mariscos), pecuária (ovinos, caprinos, bovinos e suínos) e agricultura (trigo, sorgo, cevada, ervilhaca, Rumex).
A partir da segunda camada ocupacional de Merimde foram evidenciadas diversas características semelhantes entre Merimde e o Faium, especialmente a industria lítica e a economia; alguns acreditam que a cultura Faiumiana originou-se em Merimde, enquanto outros imaginam que ambas descendam de ancestrais comuns provenientes da própria África (Núbia) ou do Oriente Médio (Vale do Jordão): "Merimde não é significativamente diferente das aldeias contemporâneas na Palestina, Chipre, e Mesopotâmia e apresenta nenhuma das características distintamente egípcias de povos badarianos". No seio merimdano foram evidenciados elementos provenientes tanto do Oriente Próximo (machados lascados, enxós, clavas, vasos com pés, estatuetas e panelas de cabo longo de argila, poços de lama engessada para celeiros, decoração de vasos, criação de suínos, caprinos e ovinos, cultivo de trigo, sepultamento de mortos dentro do assentamento) como do Deserto Ocidental (pontas de flechas de base côncava, culto ao gado, machados cilíndricos, alinhamentos megalíticos, costumes habitacionais e fúnebres) o que indica contatos culturais entre estas regiões e Merimde.
Em conformidade com as cabanas e túmulos produzidos por esta cultura, supõe-se que não houve estratificação social; nos túmulos raramente houve bens, e quando presentes consistiam em grãos ou pingentes. A presença de hematita, material inútil para as atividades cotidianas, é uma possível evidência de práticas rituais; ossos de hipopótamos também foram possivelmente utilizados em rituais.